# Accord de libre-échange entre le Mexique et Israël
L'accord de libre-échange entre le Mexique et Israël est un accord de libre-échange signé le 6 mars 2000 et entré en application le 1er juillet 2000. L'accord concerne presque la quasi-totalité des denrées agricoles et des biens industriels, en dehors, des hydrocarbures, des machines, des vêtements, des automobiles et de la viande.